# Aconitum nepalense
Aconitum nepalense är en ranunkelväxtart som beskrevs av Lucien André Andrew Lauener. Aconitum nepalense ingår i släktet stormhattar, och familjen ranunkelväxter. Inga underarter finns listade i Catalogue of Life.